# Международный конгресс математиков
Международный конгресс математиков (англ. International Congress of Mathematicians, ICM), называемый также Международный математический конгресс — самый влиятельный и массовый съезд ведущих математиков мира.
Конгресс собирается раз в 4 года под эгидой Международного математического союза (IMU). Непосредственно перед каждым конгрессом собирается Ассамблея Международного математического союза для решения организационных вопросов. Содержание докладов и обсуждений публикуется в материалах конгресса.
На церемонии открытия сообщаются имена лауреатов четырёх премий за достижения в математике:
- Премия Филдса, присуждается с 1936 года.
- Медаль абака (с 1982 по 2018 годы она называлась «Премия Неванлинны»).
- Премия Гаусса, с 2006 года.
- Премия Черна, с 2010 года.

Кроме того, с 2010 года на церемонии закрытия вручается премия Лилавати за популяризацию математики.

## Общий список конгрессов
1. 1897: Цюрих,  Швейцария
2. 1900: Париж, , Франция
3. 1904: Гейдельберг, , Германия
4. 1908: Рим, , Италия
5. 1912: Кембридж, , Великобритания
6. 1920: Страсбург, , Франция
7. 1924: Торонто, , Канада
8. 1928: Болонья, , Италия
9. 1932: Цюрих, , Швейцария
10. 1936: Осло, , Норвегия
11. 1950: Кембридж (Массачусетс), , США
12. 1954: Амстердам, , Нидерланды
13. 1958: Эдинбург, , Великобритания
14. 1962: Стокгольм, , Швеция
15. 1966: Москва, , СССР
16. 1970: Ницца, , Франция
17. 1974: Ванкувер, , Канада
18. 1978: Хельсинки, , Финляндия
19. 1982 (состоялся в 1983-м): Варшава, , Польша
20. 1986: Беркли (Калифорния), , США
21. 1990: Киото, , Япония
22. 1994: Цюрих, , Швейцария
23. 1998: Берлин, , Германия
24. 2002: Пекин, , Китай
25. 2006: Мадрид, , Испания
26. 2010: Хайдарабад, , Индия
27. 2014: Сеул, , Республика Корея
28. 2018: Рио-де-Жанейро, , Бразилия
29. 2022: планировался Санкт-Петербург, перенесён в онлайн и Хельсинки
30. 2026: Филадельфия, , США

## Предыстория

Первая встреча математиков мира (Чикаго, 1893). В центре нижнего ряда — Феликс Клейн.

В 1864 году в Москве было создано первое в мире математическое общество, примеру москвичей последовали математики Великобритании, Франции, Шотландии, США и Германии. 
По инициативе Георга Кантора, основателя и первого президента Германского математического общества (основанного в 1890 году), это общество занялось организацией съезда ведущих математиков всего мира. Скрытой целью этой идеи была, вероятно, популяризация теоретико-множественных идей Кантора, встречавших тогда серьёзную оппозицию многих видных математиков. Предложение Кантора энергично поддержал Феликс Клейн, рассчитывавший использовать съезд для реализации своего проекта преобразований в преподавании математики.
Первая попытка собрать ведущих математиков мира была впервые предпринята в 1893 году в Чикаго (приурочена к Всемирной выставке), но организационное оформление эта идея получила 4 года спустя.

## I — V Конгрессы (1897—1912)

### Первый конгресс (Цюрих, 1897)

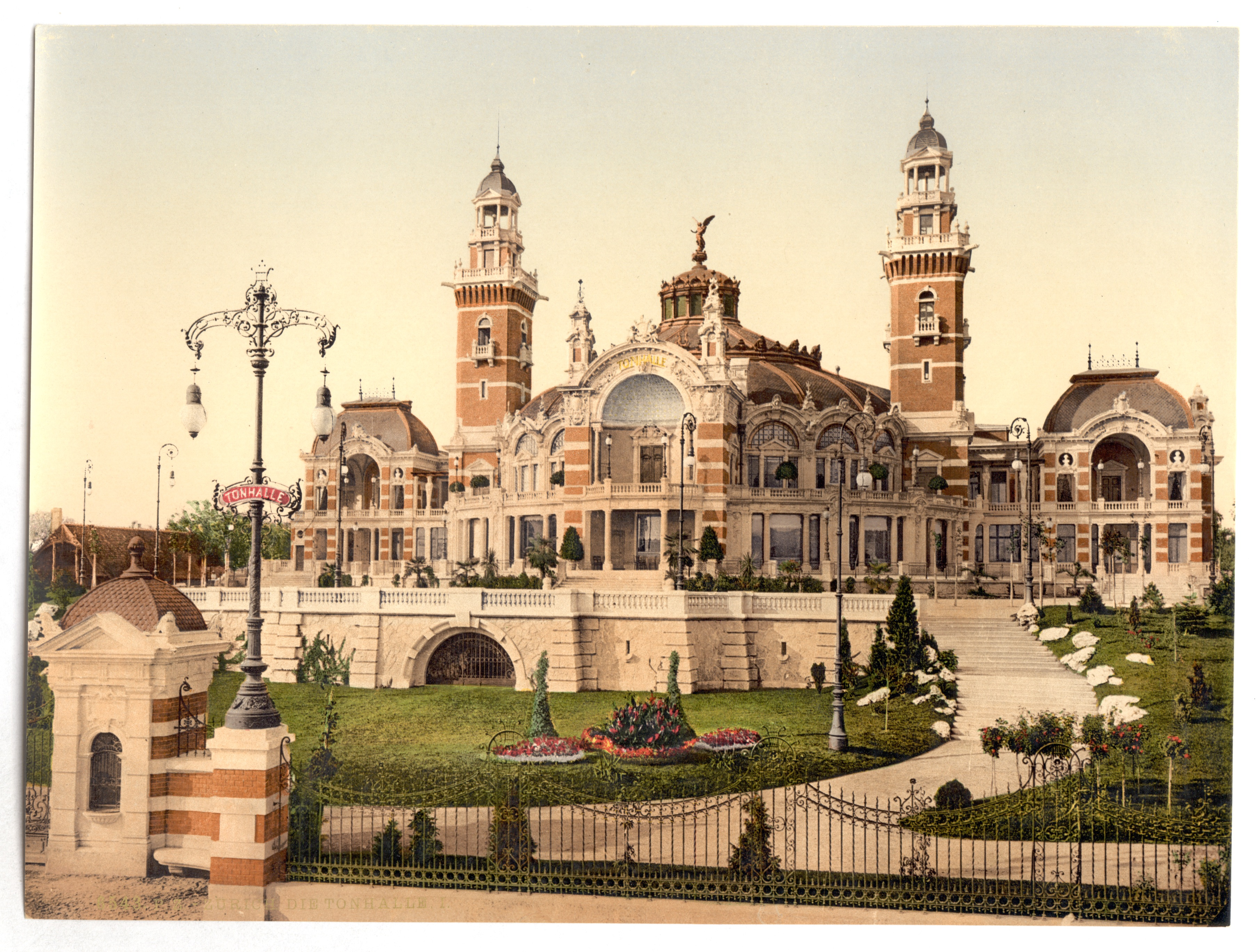
Цюрихский дворец Тонхалле, где проходил Конгресс

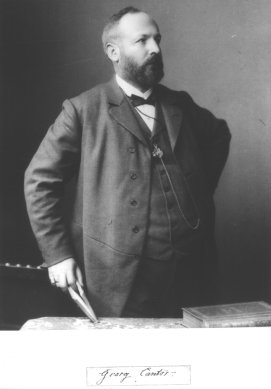
Георг Кантор в 1894 году

Первый математический конгресс был проведён с 9 по 11 августа 1897 года в здании  Федеральной  политехнической школы Цюриха (Швейцария). В оргкомитет Конгресса входили Феликс Клейн, А. А. Марков, Анри Пуанкаре, Герман Минковский. Приглашения были разосланы двум тысячам математиков; фактически участников было 208, из них 12 — из России. Официальными языками были немецкий и французский (на этих языках были опубликованы материалы съезда), часть докладов была на английском и итальянском.
На I конгрессе выступали Кантор, Адамар, Пикар, Гурвиц, Вольтерра, Пеано и другие известные математики. Пуанкаре из-за болезни (по другим источникам, из-за смерти матери в июле 1897 года) приехать не смог, но прислал свой доклад «Об отношениях между чистым анализом и математической физикой», который за него прочитал швейцарский профессор Жером Франель. Заключительный доклад Клейн посвятил проблемам реформы математического образования. В выступлениях Кантора, Адамара и Гурвица были приведены разнообразные примеры плодотворного применения теории множеств в анализе.

### Второй конгресс (Париж, 1900)
Второй Конгресс проходил в Париже с 6 по 12 августа 1900 года и был приурочен ко Всемирной выставке. В нём приняли участие 226 человек из 26 стран:
- 90 человек из Франции
- 25 из Германии
- 17 из Соединённых Штатов
- 15 из Италии
- 13 из Бельгии
- 9 из России
- по 8 из Австрии и Швейцарии
- по 7 из Англии и Швеции
- 4 из Дании
- по 3 из Голландии, Испании и Румынии
- по 2 из Сербии и Португалии
- 4 из стран Южной Америки

По одному делегату прислали Турция, Греция, Норвегия, Канада, Япония и Мексика.
Официальными языками Конгресса были объявлены: английский, французский, немецкий и итальянский. Председателем Конгресса был избран Анри Пуанкаре, почётным председателем — отсутствовавший Шарль Эрмит. Генеральным секретарём Конгресса был избран Э. Дюпорк (Париж). Среди вице-председателей были В. Вольтерра (Турин), П. Гордан (Эрланген), Ф. Линдеман (Мюнхен), Г. Миттаг-Леффлер (Стокгольм), М. А. Тихомандрицкий (Харьков), Секретари Конгресса — И. Бендиксон (Стокгольм), А. Капелли (Неаполь), Г. Минковский (Цюрих), И. Л. Пташицкий (Петербург), отсутствовавший А. Уайтхед (Кембридж).
Работали шесть секций:
1. Арифметика и алгебра (председатель Д. Гильберт, секретарь Э. Картан)
2. Анализ (председатель П. Пенлеве, секретарь Ж. Адамар)
3. Геометрия (председатель Г. Дарбу, секретарь Б. Нивенгловский)
4. Механика и математическая физика (председатель Ж. Лармо, секретарь Т. Леви-Чивита)
5. История и библиография математики (председатель принц Роланд Бонапарт, секретарь М. Окань)
6. Преподавание и методология математики (председатель М. Кантор, секретарь Ш. Лезан)

Давид Гильберт

5-я и 6-я секции заседали вместе. На секционных заседаниях были сделаны 46 докладов и сообщений. Единственный выступавший делегат от России, М. А. Тихомандрицкий, сделал сообщение на тему: «Об исчезновении функции Н нескольких переменных».
Главным событием II Конгресса стал программный доклад Давида Гильберта, сделанный 8 августа 1900 года на заседании 5-й и 6-й секций. Доклад носил скромное название «Математические проблемы», но в нём Гильберт перечислил наиболее насущные и важнейшие, по его мнению, проблемы математики. Математический мир принял этот вызов, и в течение века большинство проблем были так или иначе решены.
На заключительном общем заседании выступили Г. Миттаг-Леффлер, который рассказал о последних годах жизни Вейерштрасса по его письмам к С. В. Ковалевской, и А. Пуанкаре, сделавший доклад «О роли интуиции и логики в математике».

### Третий конгресс (Гейдельберг, 1904)
Третий Конгресс состоялся в Гейдельберге с 8 по 13 августа 1904 года и был посвящён столетнему юбилею Карла Густава Якоби. Юбилейную речь произнёс старейший профессор Гейдельбергского университета Лео Кёнигсбергер. Число участников: 336 человек. Председателем Конгресса был профессор Генрих Вебер из Страсбурга. Начиная с Третьего Конгресса, в список секций непременно включается секция истории математики.
Среди выступлений видных математиков по актуальным научным проблемам большое внимание привлекли доклады:
- Пенлеве, «Современные проблемы интегрирования дифференциальных уравнений».
- Минковский, «Геометрия чисел».
- Гильберт, «Основания логики и арифметики».
- Борель, «Интерполяция непрерывных функций многочленами».
- Леви-Чивита, «Численное решение задачи трёх тел».

На тематических секциях были прочитаны 78 докладов.
Венгерский математик Юлиус Кёниг сделал доклад, содержащий доказательство канторовской «гипотезы континуума», однако вскоре Феликс Хаусдорф нашёл в его доказательстве ошибку.

### Четвёртый конгресс (Рим, 1908)
На IV Конгрессе (1908, Рим) в последний раз прозвучал доклад Анри Пуанкаре, он назывался «Будущее математики». Сам Пуанкаре вновь не смог выступить из-за болезни, текст за него прочитал Дарбу. От России в работе конгресса участвовали академик А. М. Ляпунов и профессор В. А. Стеклов. Общее число участников превысило 530, из них 25 из России. Председателем Конгресса был старейшина итальянской физики Пьетро  Блазерна (1836—1918),
Были прочитаны 10 пленарных докладов и 127 секционных. Среди докладчиков были не только математики, но и также известные физики и астрономы, данный конгресс показал отчётливый уклон в сторону прикладных приложений математики.
- Джузеппе Веронезе: «Неархимедова геометрия»
- Гёста Миттаг-Леффлер: «Арифметическое представление аналитических функций комплексной переменной»
- Саймон Ньюком: «Теория движения Луны — история и современное состояние»
- Хендрик Лоренц: «Распределение энергии между веществом и эфиром»
- Эмиль Пикар: «Математика в своих отношениях с физикой»

Решением конгресса была создана Международная комиссия по математическому образованию. Её первым председателем стал Феликс Клейн.

### Пятый конгресс (Кембридж, 1912)

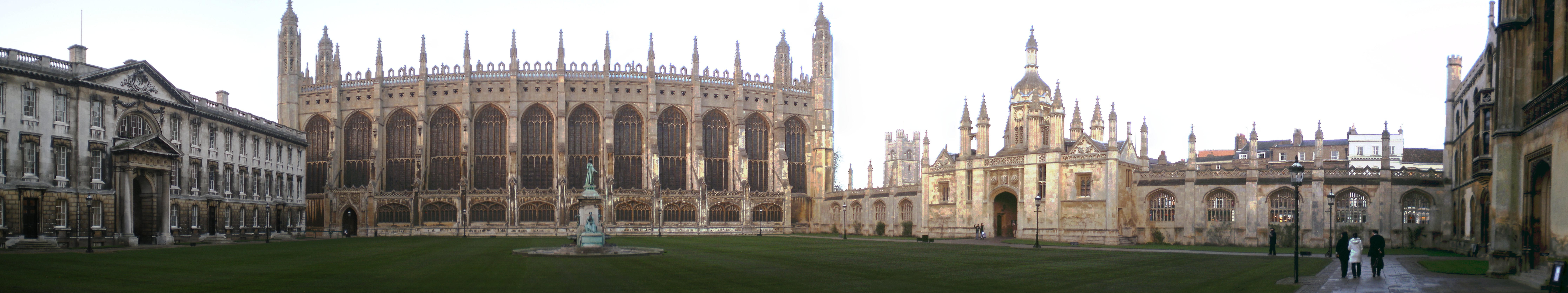
Панорама Кембриджского университета

Пятый Конгресс (21—28 августа 1912) состоялся в Кембриджском университете, в нём приняли участие 706 учёных из 27 стран, причём, в отличие от предыдущих конгрессов, много участников (87 человек) прибыли из не-европейских стран. От России было 30 участников. Председателем был ведущий английский астроном сэр Джордж Дарвин, вице-президентом Конгресса от России стал академик В. А. Стеклов. Почётным президентом был избран лорд Рэлей. На Кембриджском конгрессе резко возросло число участников-женщин — до 38 (на Римском конгрессе их было 10).
Пятый Конгресс, как и предыдущий, отличался прикладным уклоном — из восьми докладов только три были посвящены «чистой математике». Работали четыре сводные секции:
1. Арифметика, анализ  и алгебра.
2. Геометрия.
3. Прикладная математика.
4. История, философия, преподавание.

Список проблем теории чисел, аналогичный списку Гильберта, предложил в своём выступлении Эдмунд Ландау. Ни одна из 4 задач списка Ландау до сих пор полностью не решена. Русский геофизик князь Б. Б. Голицын выступил с докладом «Принципы инструментальной сейсмологии».

## VI — X Конгрессы (1920—1936)

### Шестой Конгресс (Страсбург, 1920)
VI Конгресс был запланирован на 1916 год в Стокгольме, однако мировая война сорвала эти планы. После войны было решено провести Конгресс в 1920 году в возвращённом Франции Страсбурге. VI и VII Конгрессы запомнились тем, что туда демонстративно не пригласили ни одного учёного из стран, проигравших войну — немцев, австрийцев, венгров, турок и болгар. Число участников составило всего около 200, из них 80 были французами. Часть математиков, в том числе Харди и Миттаг-Леффлер, осудили подобную дискриминацию и отказались участвовать в Конгрессе.
Почётным председателем Конгресса стал 80-летний Камиль Жордан, председателем — Эмиль Пикар. Состоялись пять пленарных и почти 80 секционных докладов на французском, английском и итальянском языках. Среди выступавших были Вольтерра, Лармор, Валле Пуссен.

### Седьмой Конгресс (Торонто, 1924)
Первоначально предполагалось провести седьмой Конгресс в США, но американцы выступили против дискриминации граждан побеждённых держав, и по предложению Филдса была выбрана Канада. Конгресс прошёл в августе 1924 года, число участников выросло до 444 из 28 стран, причём две трети участников были из США или Канады.
Были организованы шесть тематических секций:
1. Алгебра, теория чисел, анализ.
2. Геометрия.
3. (a) Механика и физика. (b) Астрономия и геофизика.
4. (a) Электротехника, машиностроение, гражданское строительство, горное дело. (b) Воздухоплавание,  кораблестроение, баллистика и радиотелеграфия.
5. Статистика, актуарные расчеты и экономика.
6. История, философия и дидактика.

Доклады Конгресса касались преимущественно прикладных проблем; всего состоялось 8 пленарных и 241 тематических выступлений. В работе седьмого Конгресса впервые приняли участие четыре советских математика. Курировавший конгрессы Международный исследовательский совет решил провести следующий конгресс в Бельгии и продолжить политику дискриминации, однако столкнулся с решительными протестами учёных многих стран и был вынужден отменить это решение.

### Восьмой Конгресс (Болонья, 1928)
После принятия Германии в Лигу Наций (1926) Международный исследовательский совет объявил об отмене дискриминации побеждённых держав и назначил восьмой Конгресс в итальянской Болонье. В Германии развернулись яростные споры о том, следует ли немецким математикам участвовать в Конгрессе; Международный исследовательский совет также был недоволен чересчур свободным доступом на Конгресс, но тем не менее скандалов удалось избежать, и Конгресс прошёл успешно, а ведущего немецкого математика Давида Гильберта зал встретил общей овацией.
В Конгрессе участвовали 836 человек из 36 стран, в том числе 27 делегатов из СССР. Состоялись 16 пленарных и 419 секционных докладов (как и на седьмом Конгрессе, преобладали прикладные темы). В число официальных языков был вновь включён немецкий, а ректор Болонского университета прочитал свой доклад на классической латыни.

### Девятый Конгресс (Цюрих, 1932)

Девятый Конгресс (Цюрих, 1932)

Несмотря на наступившую в 1929 году Великую депрессию, конгресс в Цюрихе вызвал большой интерес математического сообщества и прошёл успешно, хотя число участников по сравнению в конгрессом в Болонье заметно уменьшилось и составило 667. Состоялись 20 пленарных докладов, среди докладчиков были С. Н. Бернштейн, Гастон Жюлиа, Константин Каратеодори, Эли Картан, Рольф Неванлинна, Эмми Нётер, Вольфганг Паули, Вацлав Серпинский, Н. Г. Чеботарёв. В число секционных тем была впервые включена топология.
Советская делегация на IX Конгресс утверждалась на Политбюро ЦК КПСС и включала академика С. Н. Бернштейна, профессоров Н. Г. Чеботарёва, П. С. Александрова, А. Я. Хинчина и аппаратчика Э. Кольмана.
На Конгрессе в Цюрихе было принято предложение канадского математика Джона Чарлза Филдса учредить премию для молодых математиков. Был сформирован комитет по рассмотрению кандидатур. Первую премию Филдса вручили на следующем конгрессе.

### Десятый Конгресс (Осло, 1936)
Конгресс в Осло проходил в здании университета. Число участников вновь уменьшилось по сравнению с предыдущим (до 487). На Конгрессе состоялись 19 пленарных докладов, среди докладчиков были Стефан Банах, Джордж Биркхоф, Вильгельм Бьеркнес, Освальд Веблен, Норберт Винер, Эли Картан, Отто Нейгебауэр, Морис Фреше. Были впервые присуждены премии Филдса.
Начала ощущаться возросшая международная напряжённость. Итальянское фашистское правительство запретило участие своих математиков в Конгрессе из-за резкого осуждения Норвегией вторжения Италии в Эфиопию. На Конгрессе было принято решение направить письмо в поддержку Вито Вольтерры, которого за отказ присягнуть на верность Муссолини изгнали из университета. В начале 1930-х годов возник раскол в Международном математическом союзе, который из-за этого фактически распался и с 1932 по 1951 год не функционировал .
Из СССР на X Конгресс были приглашены А. О. Гельфонд и А. Я. Хинчин, однако оба прислали телеграмму с извещением, что приехать не смогут. По словам Б. Н. Делоне, советских математиков не выпустили на конгресс в Осло из-за того, что там в то время жил Л. Д. Троцкий. Возможно также, что этот запрет был связан с проходившим в том же году в Москве делом Лузина.

## XI — XV Конгрессы (1950—1966)

### Одиннадцатый Конгресс (Кембридж (Массачусетс), 1950)
На X конгрессе было решено провести следующий съезд в США в 1940 году, но во второй раз война сорвала планы учёных. После Победы американский математик Маршалл Стоун развернул энергичную деятельность по восстановлению Международного математического союза (он стал его первым послевоенным президентом) и по организации в США запланированного конгресса. На этот раз было решено не проводить никакой дискриминации и обеспечить участие немецких и японских математиков на общих основаниях.
Особая ситуация сложилась с советскими учёными — руководство СССР отказалось послать делегацию на Конгресс. Президент АН СССР С. И. Вавилов направил Оргкомитету следующую телеграмму:

Академия наук СССР благодарит за получение искреннего приглашения советским ученым принять участие в работе Международного математического конгресса, проводимого в Кэмбридже. Советские математики слишком заняты своей повседневной работой и не смогут посетить конгресс. Надеюсь, что предстоящий конгресс станет важным событием для математической науки. Желаю успеха в работе конгресса.

XI Конгресс прошёл в августе 1950 года в Гарвардском университете (Кембридж, штат Массачусетс). Его почётными председателями стали Гвидо Кастельнуово, Жак Адамар и Шарль Жан де ла Валле Пуссен. Визу для Адамара, подозреваемого ФБР в коммунистических симпатиях, и для открытого троцкиста Лорана Шварца пришлось добывать через президента Трумэна. Число участников было, по сравнению с европейскими конгрессами, огромным — более 1700 человек, в основном американцы и канадцы. Большинство из 14 пленарных докладов были на английском языке. На заседаниях секций были прочитаны 374 доклада участников и дополнительно 22 доклада специально приглашённых крупных математиков. Четыре отдельных сводных заседания были посвящены наиболее перспективным разделам математики — такими сочли алгебру, прикладную математику, топологию и анализ; на этих заседаниях были прочитаны 8 докладов, после которых прошла открытая тематическая дискуссия.

### Двенадцатый Конгресс (Амстердам, 1954)
Программа Амстердамского конгресса включала 20 пленарных докладов (по часу каждый), 42 секционных доклада (по полчаса) и 497 коротких секционных выступления. Среди пленарных докладчиков были Джон фон Нейман и А. Н. Колмогоров. В рамках Конгресса состоялись также три симпозиума на актуальные темы:
- Стохастические процессы
- Алгебраическая геометрия
- Математическая интерпретация формальных систем

Важным событием стало обсуждение на Конгрессе предложенной Международной комиссией по математическому образованию радикальной реформы школьного математического образования. Комиссия предложила положить в основу школьной математики современные понятия теории множеств и общей алгебры (как сделала в своей серии монографий группа Бурбаки). Реализация этого проекта в разных странах вызвала широкие протесты; в частности, в СССР эта, так называемая «колмогоровская реформа» была вскоре отменена.
С XII-го, первого после-сталинского Конгресса, участие советских математиков возобновилось (пять человек). Вскоре после Конгресса, в 1957 году, СССР и социалистические страны Восточного блока вступили в Международный математический союз.
В рамках культурной программы Конгресса амстердамцы организовали первую крупную выставку известного графика Маурица Корнелиса Эшера. Нидерландский математик Николас де Брёйн заявил: «Участники конгресса испытают огромное наслаждение от того, что распознают в работах Эшера собственные идеи, истолкованные совершенно новыми средствами, принципиально отличными от тех, к которым они привыкли».
СССР на конгрессе представляли четыре человека — П. С. Александров, А. Н. Колмогоров, С. М. Никольский, Д. Ю. Панов.

### Тринадцатый Конгресс (Эдинбург, 1958)
Тринадцатый Конгресс прошёл в Эдинбургском университете (Шотландия). На открытии герцог Эдинбургский прочитал приветственное обращение королевы Елизаветы II. Состоялись 19 пленарных докладов, 37 получасовых и 604 коротких секционных выступлений. Перечень секций Конгресса:
1. Логика и основания математики.
2. Алгебра. Теория чисел.
3. Классический анализ. Функциональный  анализ.
4. Топология.
5. Алгебраическая геометрия. Дифференциальная геометрия.
6. Теория вероятностей и статистика.
7. Прикладная математика. Математическая физика. Численный  анализ.
8. История и преподавание математики.

Участие Советского Союза в Эдинбургском конгрессе было уже полноценным, его делегация состояла из 35 человек. Трое из них выступили с пленарными докладами:
- А. Д. Александров: Современное развитие теории поверхностей,
- Н. Н. Боголюбов, В. С. Владимиров: О  некоторых  математических  проблемах  квантовой  теории  поля.
- Л. С. Понтрягин: Оптимальные  процессы  регулирования.

### Четырнадцатый Конгресс (Стокгольм, 1962)
Выше говорилось, что первая попытка провести математический Конгресс в Стокгольме (в 1916 году) была сорвана войной. Спустя почти полвека, в 1962 году, в Стокгольмском концертном зале состоялась грандиозная и зрелищная церемония открытия XIV конгресса; в ней участвовал король Швеции Густав VI Адольф, лично вручивший филдсовские медали двум лауреатам.
Число участников выросло до рекордного: 2107, из 57 стран. Состоялись 16 пленарных докладов, 57 получасовых и 745 коротких секционных выступлений. С тремя пленарными докладами выступили советские математики Е. Б. Дынкин, И. М. Гельфанд и И. Р. Шафаревич, дополнительный доклад о применении компьютеров для расшифровки письменности майя сделал С. Л. Соболев. На Конгрессе был представлен «Всемирный каталог математиков» (World Directory of Mathematicians). XV Конгресс по предложению советской делегации был запланирован в Москве (1966).

### Пятнадцатый Конгресс (Москва, 1966)

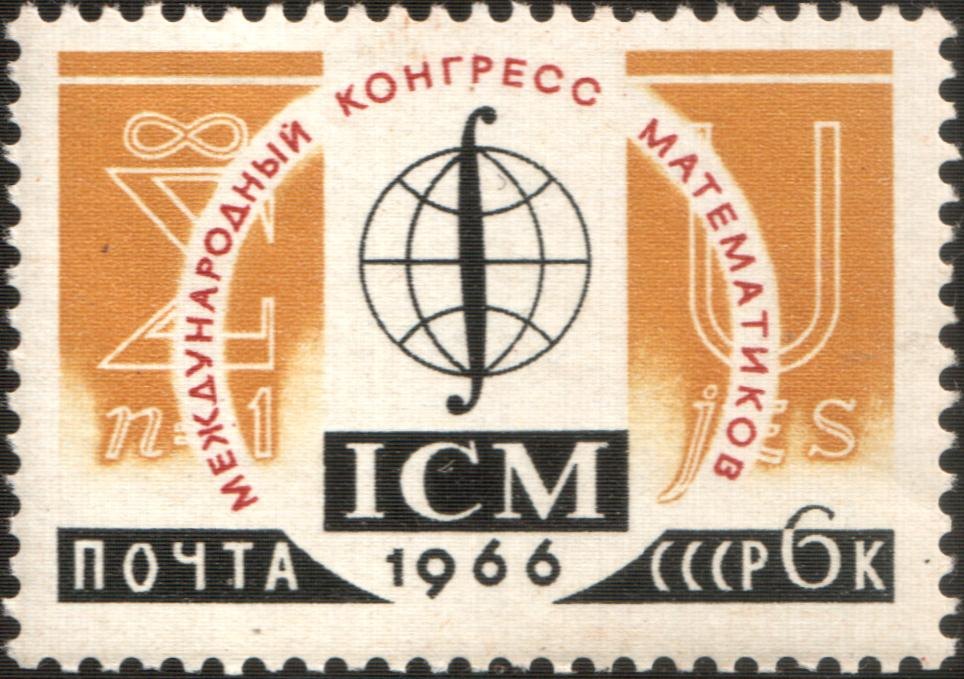
Советская почтовая марка, посвящённая XV Конгрессу (1966, Москва)

Председателем Оргкомитета был ректор МГУ И. Г. Петровский. Московский Конгресс установил новый рекорд по числу участников: заявку подали 5600 человек, фактически приняли участие 4280, в том числе 1470 из СССР, 725 из США, 398 из обеих Германий, 286 британцев, 280 французов. До сих пор неизвестно, кто из французских гостей зарегистрировался как легендарный Бурбаки.
Церемония открытия Конгресса состоялась в Большом Кремлёвском дворце, а последующие заседания проходили в 40 аудиториях здания МГУ. Конгресс продолжался 11 дней. Точное число докладов в протоколах Конгресса почему-то не указано, изначально планировались 17 пленарных и 64 тематических.
5 обзорных докладов были сделаны советскими математиками — И. М. Виноградовым и А. Г. Постниковым, Н. В. Ефимовым, М. Г. Крейном, А. И. Мальцевым, И. И. Пятецким-Шапиро.
Был организован также футбольный матч «математики СССР против остального мира», победили хозяева поля со счётом 5 : 2.
Вместо обычных двух премий Филдса были впервые присуждены сразу четыре. Одна из этих премий предназначалась французскому математику Александру Гротендику, но лауреат отказался от участия в Московском конгрессе в знак протеста против подавления инакомыслия в СССР .
Кроме скандала с Гротендиком, международные СМИ много внимания уделили «инциденту со Смэйлом». Стивен Смэйл, профессор Калифорнийского университета, был на Конгрессе также удостоен премии Филдса за работы по дифференциальной топологии, но он был ещё более известен как активный противник войны во Вьетнаме. В день закрытия Конгресса он организовал в МГУ пресс-конференцию, где подверг резкой критике не только США, но и СССР (за подавление венгерского восстания 1956 года). Немедленно двое в штатском усадили его в автомобиль и, как он позднее рассказал, несколько часов (до момента закрытия Конгресса) возили по музеям, обращаясь с ним подчёркнуто вежливо.

## XVI — XX Конгрессы (1970—1986)

### Шестнадцатый Конгресс (Ницца, 1970)
На XVI Конгрессе (1970, Ницца, Франция) было опробовано новое расписание работы. Короткие доклады были отменены, по утрам выступали пленарные докладчики (двое, по часу каждый, всего их было 16), после обеда проходили тематические доклады (по 50 минут, их было 242 в трёх сессиях). После докладов остаток дня проходил в открытом обсуждении. Почётным президентом Конгресса был избран патриарх французской математики 94-летний Поль Монтель, ядро Оргкомитета составила группа Бурбаки (Жан  Дьёдонне, Лоран Шварц, Жан-Пьер Серр), а также Андре Лихнерович. Только один пленарный доклад был на французском, причём прочитал его советский математик Л. С. Понтрягин. Из 242 тематических докладов на французском было 49, на английском — 190.
22 крупных советских математика ходатайствовали о разрешении поехать на Конгресс, однако получили отказ от властей, что привело к неприятному инциденту. Одна из медалей Филдса была присуждена молодому советскому математику-топологу С. П. Новикову, которого на конгресс не отпустили (вероятно, за его подпись под «письмом 99»), и церемония прошла без его участия. Медаль позднее (1971) вручил Новикову президент Международного математического союза Анри Картан во время визита в Москву.

### Семнадцатый Конгресс (Ванкувер, 1974)
XVII Конгресс прошёл в канадском Университете Британской Колумбии. Было  прочитано 17 пленарных докладов и 157 выступлений отдельно приглашённых докладчиков. Короткие секционные доклады были вновь восстановлены, их состоялось 565. Число участников было меньше, чем на рекордном Московском конгрессе, но всё же велико — 3120 человек; из них 40 % были из США.
В делегации советских математиков было 50 человек, однако, как отметили в Оргкомитете, «от Советского Союза были отобраны некоторые математики, которые либо не имеют научных заслуг, либо уже были приглашены на предыдущие конгрессы, в то время как математики, получившие новые и интересные результаты и отмеченные самыми высокими характеристиками ведущих советских специалистов, приглашены не были».

### Восемнадцатый Конгресс (Хельсинки, 1978)

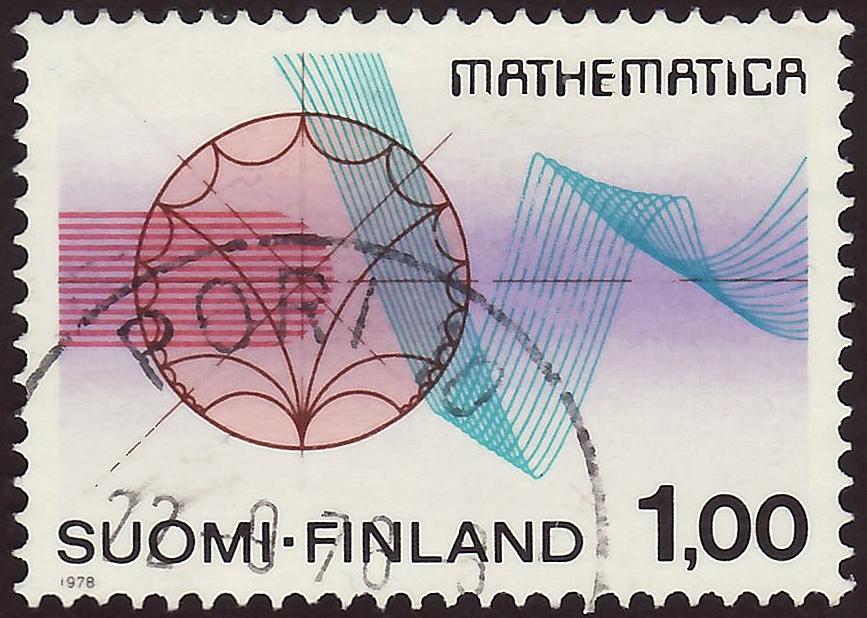
Памятная марка. Финляндия, 1978

Финский конгресс 1978 года открылся в хельсинкском дворце «Финляндия Холл», в нём приняло участие 3038 математиков. Состоялись 17 пленарных докладов и 500 секционных, приглашённых докладчиков было 119.
Неприятная ситуация 1970 года повторилась: был награждён премией Филдса, но не допущен к участию в делегации Г. А. Маргулис; аналогично не выпустили на Конгресс трёх советских авторов пленарных докладов и 11 — секционных. На этот раз инцидент вызвал резкие комментарии Оргкомитета и прессы; бельгийский математик Жак Титс выразил на церемонии награждения публичное недоумение в этой связи. На Конгрессе было распространено письмо 14 американских математиков «Положение в советской математике», обвинявшее Л. С. Понтрягина (члена Исполкома Международного математического союза от СССР) и И. М. Виноградова в дискриминации советских евреев-математиков. В том же 1978 году Понтрягин был отозван со своей должности в Международном математическом союзе; в своих мемуарах он выразил мнение, что тем самым президент Академии наук А. П. Александров, «сознательно или бессознательно выполнял желание сионистов». Медаль Маргулису была вручена только в следующем году лично Титсом. Оргкомитет попытался уговорить советские власти передать ему право профессионального отбора делегатов от СССР, но столкнулся с крайне жёстким отказом, вплоть до угрозы бойкотировать конгрессы.

### Девятнадцатый Конгресс (Варшава, 1983)
XIX Конгресс (Варшава) планировался в 1982 году, однако из-за событий в Польше был перенесен на год, причём часть западных делегатов бойкотировала конгресс. Это было связано не только с введенным в Польше военным положением, но и с тем фактом, что работа Польского математического общества была приостановлена, а некоторые математики арестованы. Ситуация обсуждалась Международным математическим союзом в течение всего 1982 года; президент Союза Леннарт Карлесон поставил польским властям три условия проведения Конгресса в Польше: гарантировать свободное передвижение всех учёных и свободу информационной связи, восстановить работу Польского математического общества и освободить всех арестованных по политическим мотивам математиков. В конце концов было принято решение, что обстановка в Польше в достаточной мере нормализовалась, и Конгресс был назначен на август 1983 года.
Почётным президентом Конгресса был избран 80-летний польский математик Владислав Орлич. Число участников составило 2450, Состоялись 16 пленарных докладов и 680 секционных, приглашённых докладчиков было 129. На этом Конгрессе наряду с медалью Филдса появилась ещё одна математическая премия — имени Неванлинны.

### Двадцатый Конгресс (Беркли, 1986)
XX конгресс прошёл в Калифорнии, число участников составило 3586. Состоялись 19 пленарных докладов и 731 секционных, приглашённых докладчиков было 148. 15 советских математиков снова не смогли участвовать из-за отказа властей выдать им визу, но 57 делегатов от СССР всё же смогли приехать. Впервые в истории конгрессов в числе участников были 30 математиков из КНР (и 15 — из Тайваня, уже давно принимавшего участие в конгрессах). На Конгрессе были 22 рабочих языка, так что понадобилась помощь волонтёров.
Почётным президентом Конгресса был избран финский математик Ларс  Альфорс, первый лауреат премии Филдса (1936 год). В Беркли он вручил медали Филдса троим новым лауреатам, а также вторую премию Неванлинны. Организаторы предусмотрели обширную культурную программу для участников: джаз-концерт, посещение стадиона, где были родео и барбекю в стиле Дикого Запада.

## XXI — XXV Конгрессы (1990—2006)

### Двадцать первый Конгресс (Киото, 1990)

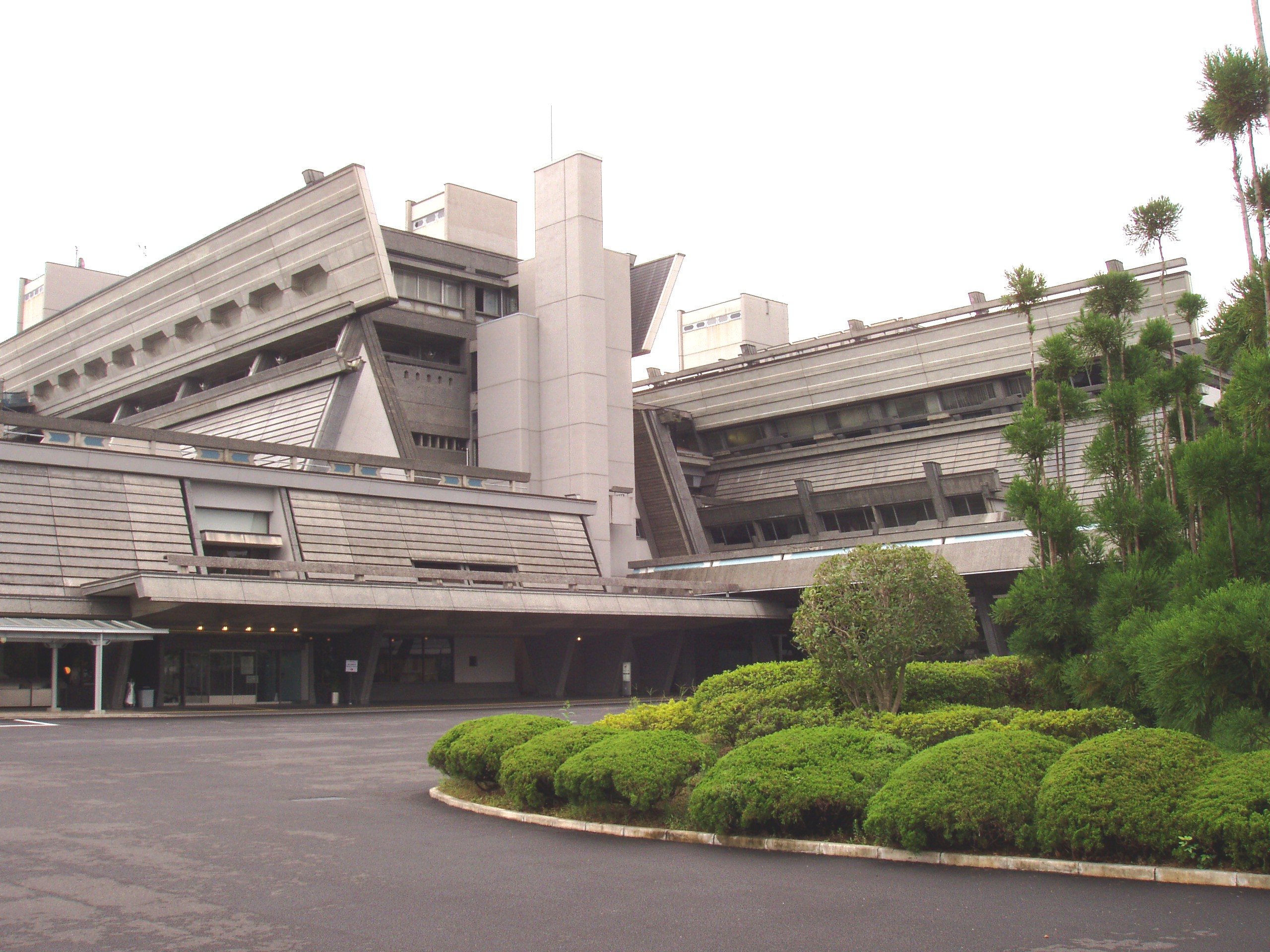
Международный Конференц-холл Киото

XXI Конгресс (1990, Киото) стал первым, проведенным в Азии; впоследствии ещё три конгресса прошли в Китае, Индии и Южной Корее. Конгресс проходил в здании Международного Конференц-холла (Kyoto International Conference Hall). Почётным президентом стал Киёси Ито.
Пленарных докладов было 15, Одна из четырёх премий Филдса была присуждена В. Г. Дринфельду за работы по теории квантовых групп и одномерных групп Галуа. Премию Неванлинны получил А. А. Разборов за «передовые работы о нижних границах сложности цепей». Эта последняя из советских делегаций была многочисленной (около 100 человек), из них четверо (А. Н. Варченко, Г. А. Маргулис, Я. Г. Синай, Б. Л. Фейгин) выступали с докладами на пленарных заседаниях, а 18 других делегатов — с секционными докладами.

### Двадцать второй Конгресс (Цюрих, 1994)
Конгресс 1994 года в третий раз за свою историю состоялся в Цюрихе. Из России прибыли 139 учёных. Почётным президентом стал швейцарский математик Бено Экман (Beno Eckmann). Пленарных докладов было 16; Эндрю Уайлс рассказал о своём доказательстве Великой теоремы Ферма, отметив, что оно ещё неполно, доклад об окончательной версии доказательства Уайлс сделал на следующем конгрессе. Одна из четырёх премий Филдса была присуждена Е. И. Зельманову за  «доказательство ослабленной гипотезы Бёрнсайда».

### Двадцать третий Конгресс (Берлин, 1998)

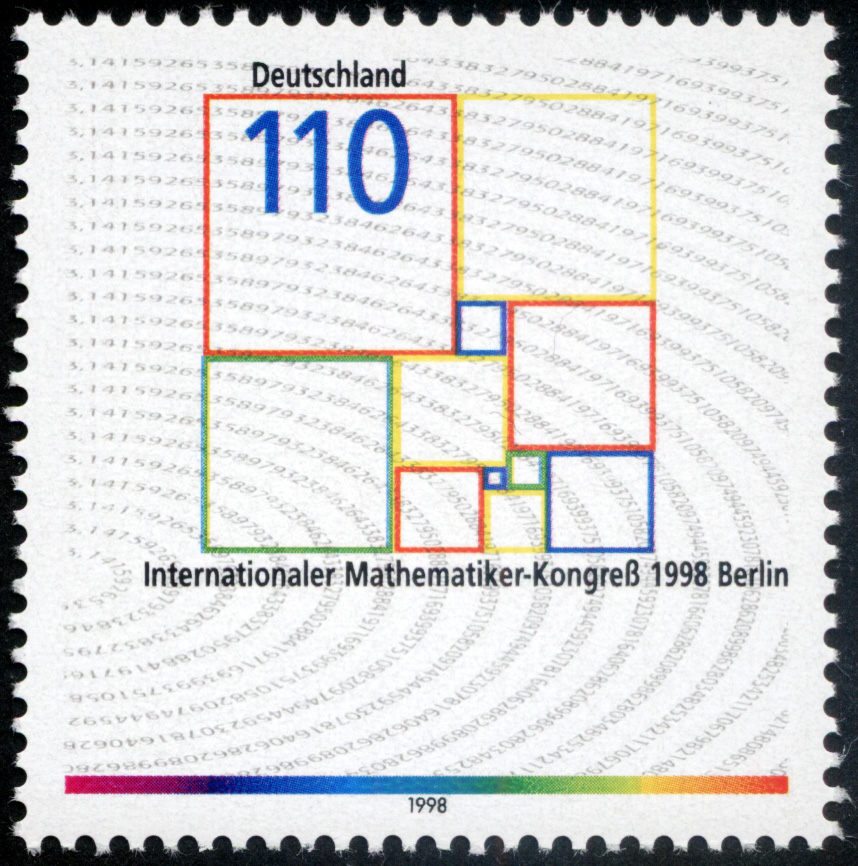
Немецкая почтовая марка, посвящённая Берлинскому Конгрессу

В работе XXIII Конгресса (1998, объединённый Берлин) приняли участие 3346 математиков из 98 стран, в том числе от Российской Федерации — 202 человека, от других бывших советских республик — 353 человека. Почётным президентом стал Фридрих Хирцебрух. Состоялись 21 пленарный доклад, 1098 тематических на секциях, 169 дополнительных докладов приглашённых математиков, 236 презентаций и 235 выступлений на прочие темы, Была проведена особая сессия «Математика в Третьем рейхе и расовые и политические преследования», а Союз немецких математиков представил выставку «Террор и изгнание» с рассказом о 53 берлинских математиках, ставших жертвами нацизма .
Одну из четырёх премий Филдса получил М. Л. Концевич за «вклад в алгебраическую  геометрию, топологию и математическую физику, в том числе доказательство гипотезы Виттена». Специально изготовленная памятная табличка была вручена Эндрю Уайлсу за доказательство Великой теоремы Ферма; Уайлс выступил с докладом по этой теме.

### Двадцать четвёртый Конгресс (Пекин, 2002)

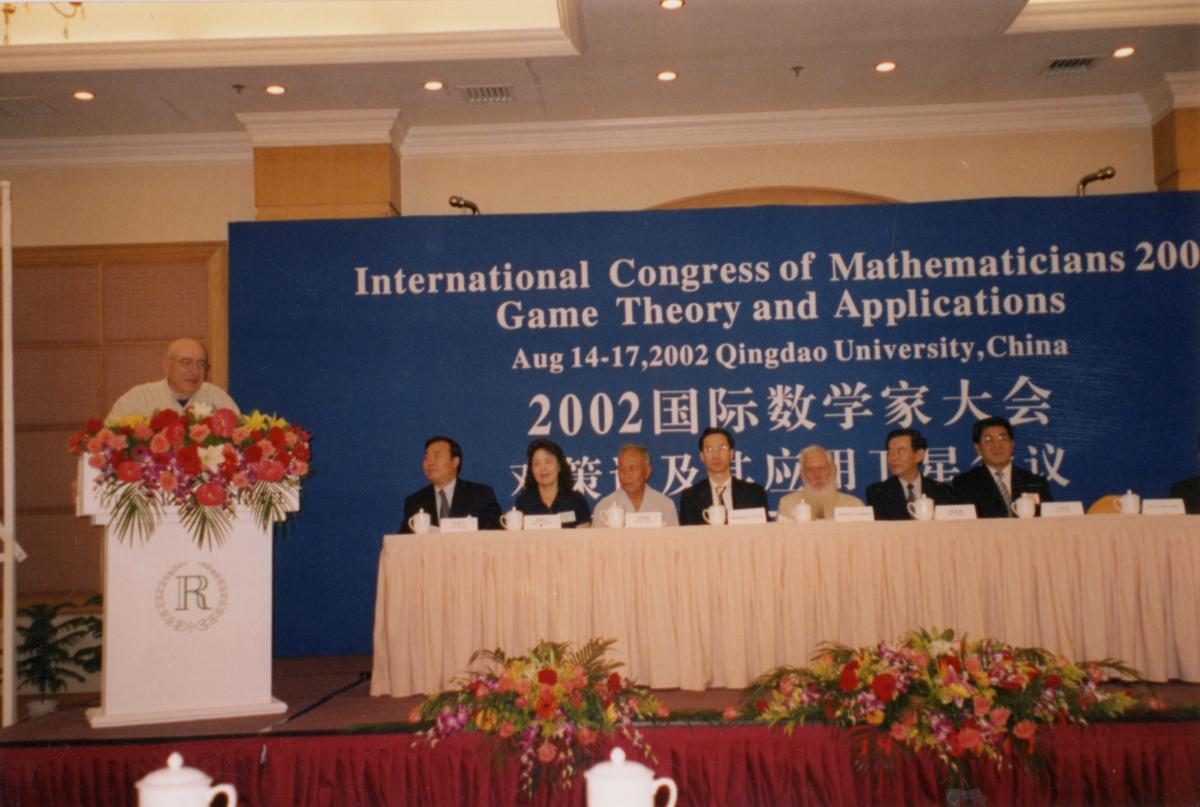
Церемония открытия дочерней конференции по теории игр

Пекинский конгресс 2002 года начался со зрелищной церемонии открытия в Доме народных собраний на площади Тяньаньмэнь (в этом здании компартия Китая проводит свои съезды), завершившейся банкетом на 5000 персон. Всего в Конгрессе участвовали 4270 человек, состоялись 20 пленарных  докладов, 174 выступления приглашённых докладчиков и 1200 коротких секционных докладов и презентаций.
Почётным президентом был назначен знаменитый китайский геометр, 90-летний Чэнь Синшэнь. Одну из двух премий Филдса получил российский математик В. А. Воеводский за «развитие новых теорий когомологии для алгебраических многообразий, давших начало новым представлениям о теории чисел и алгебраической геометрии». Медали лауреатам вручал лично президент Китая Цзян Цзэминь.

### Двадцать пятый Конгресс (Мадрид, 2006)
В 2006-м число приглашённых возросло до 4000 (из 108 стран), в том числе 75 из России. Открытием Конгресса руководил король Испании Хуан Карлос I, который также лично вручал награды лауреатам. Для освещения работы Конгресса были аккредитованы свыше 150 СМИ.
В ходе Конгресса состоялись 20 пленарных докладов, 169 выступлений приглашённых докладчиков и около 1000 коротких докладов и презентаций. Мадридский конгресс имел заметный уклон в сторону прикладной математики, и большой интерес вызвало проведение открытой дискуссии о необходимости сближения прикладной и теоретической математики. В составе культурной программы библиотека Мадридского университета показала экспозицию редких и древних (начиная с XVI века) книг по математике, а также выставку «Жизнь чисел» с ещё более древними рукописями, включая Вигиланский кодекс; прошёл международный конкурс фрактального искусства под председательством Бенуа Мандельброта, а японский скульптор Кейзо Ушио в период работы Конгресса высек на ближайшей площади многотонный гранитный символ бесконечности. Международный математический союз представил на Конгрессе свой новый логотип из колец Борромео.
На XXV Конгрессе (2006) премия Филдса была присуждена Г. Я. Перельману, доказавшему «гипотезу Пуанкаре», однако он отказался её получать, и награда так и не была вручена. Доклад по этой теме пришлось прочитать американскому математику Ричарду Гамильтону. Вторую премию Филдса получил российско-американский математик А. Ю. Окуньков, за «открытия, связавшие теорию  вероятностей, теорию представлений и алгебраическую геометрию». Начиная с Мадридского конгресса, число присуждаемых математических премий возросло до трёх — добавилась премия Гаусса.

## XXVI — XXX Конгрессы (2010—2030)

### Двадцать шестой Конгресс (Хайдарабад, 2010)
Конгресс в индийском городе Хайдарабад (штат Андхра-Прадеш) открыла президент Индии Пратибха Патил; в пространном выступлении она упомянула череду великих индийских учёных, от Ариабхаты до Рамануджана, внесших значительный вклад в теорию чисел, вычислительную математику и другие разделы математики. После этой речи президент вручила премии; одним из лауреатов стал российский математик С. К. Смирнов «за доказательство конформной инвариантности двумерной перколяции и модели Изинга в статистической физике». На этом Конгрессе впервые состоялось награждение премией Черна, названная в честь Чэнь Синшэня.
Состоялись 19 пленарных докладов. За право проведения следующего конгресса соревновались Рио-де-Жанейро и Сеул; окончательный выбор был сделан в пользу последнего, а Рио-де-Жанейро запланирован на 2018 год. На церемонии закрытия была вручена «премия Лилавати»; это награждение вначале рассматривалась как единичный акт, но затем было решено включить премию Лилавати в список регулярных наград конгресса.

### Двадцать седьмой Конгресс (Сеул, 2014)
Конгресс в столице Южной Кореи состоялся с 12 по 21 августа 2014 года. Это был четвёртый конгресс, прошедший в Азии. В нём участвовали 5193 человека из более чем 120 стран, в том числе 77 из России. На торжественной церемонии открытия конгресса выступила президент Республики Корея Пак Кын Хе, которая затем вручила медали лауреатам всех видов премий. Впервые одним из лауреатов премии Филдса стала женщина, ирано-американский геометр Мариам Мирзахани; её заявленный доклад из-за болезни отменили.
Состоялись 19 пленарных докладов. Работе Конгресса были посвящены около 1500 статей в различных СМИ. Вопреки многолетней традиции, представители России не вошли в состав Исполкома Международного союза математиков. 
В рамках культурной программы в Корейском центре выставок и конференций КОЭКС открылась передвижная выставка программы популяризации математики «Imaginary», созданной в Германии в 2008 году, а в Национальном научном музее в городе Квачхоне организованы циклы лекций: «Математика и архитектура», «Математика и искусство». 19 августа был показан французский фильм с вызывающим названием «Как я возненавидел математику» (фр. Comment j'ai détesté les maths, англ. How I Came to Hate Math), в котором в качестве эксперта участвовал лауреат премии Филдса 2010 года Седрик Виллани. Цель фильма — наглядно показать, что математика
и математики не так скучны и бесполезны, как иногда считается.

### Двадцать восьмой Конгресс (Рио-де-Жанейро, 2018)
Конгресс в Бразилии состоялся с 1 по 9 августа 2018 года. Это был первый конгресс, организованный в Южной Америке (и вообще в южном полушарии). Он стал частью объявленного ранее в Бразилии «Двухлетия математики» (2017—2018). 
В Конгрессе приняли участие более 3000 учёных из 114 стран, состоялись более тысячи выступлений, прошло около сорока научных круглых столов. Среди новинок — Всемирная встреча женщин-математиков. Председатель оргкомитета конгресса — директор бразильского «Института чистой и прикладной математики» Марсело Виана. В составе российской делегации были лауреаты премии Филдса С. К. Смирнов и А. Ю. Окуньков, академики В. А. Васильев и С. В. Кисляков, учёный секретарь Национального комитета математиков Российской Федерации А. Н. Печень.

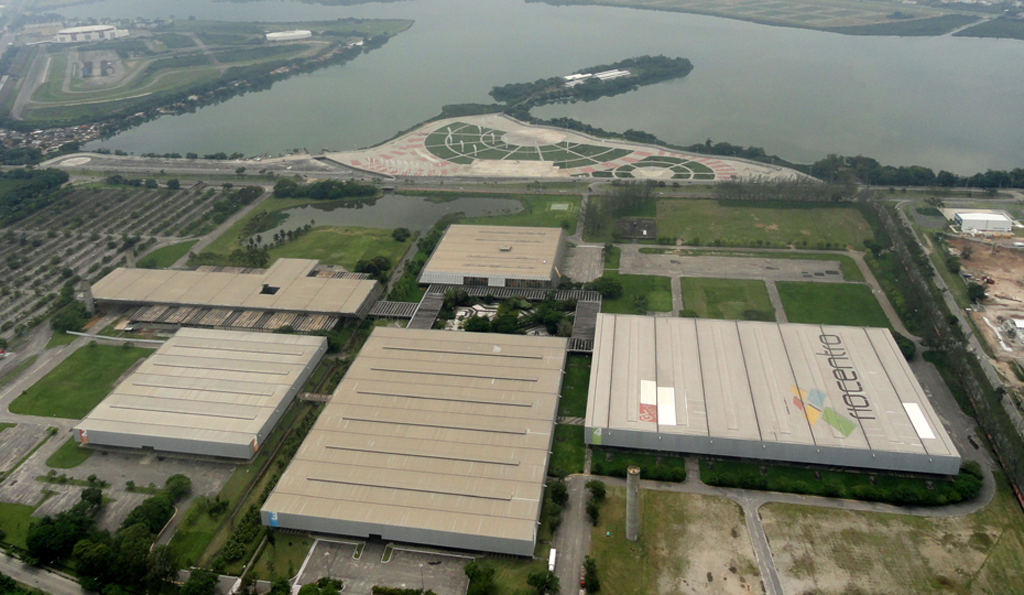
Выставочный комплекс Риосентро, в павильонах которого проходил Конгресс

Неприятным происшествием стала кража у курдского математика Каушера Биркара (гражданина Великобритании) портфеля с медалью Филдса, кошельком и телефоном, сразу после утреннего награждения. Вскоре Биркар получил новую медаль взамен украденной, став первым математиком, получившим две медали Филдса в одном и том же году.
Заявку на проведение следующего Конгресса подали Россия (Санкт-Петербург) и Франция (Париж), с перевесом 83 : 63 победил Петербург. Представлявший российскую заявку лауреат премии Филдса Станислав Смирнов сообщил, что участникам конгресса не понадобятся российские визы; кроме того, Россия предоставит более двух тысяч «трэвел-грантов» для математиков из развивающихся стран и молодых учёных. Россия также отметит собственный «год математики».
Предшествовавшая Конгрессу 18-я Генеральная ассамблея Международного математического союза приняла решение с 2022 года переименовать приз Неванлинны в «IMU Abacus Medal» (Медаль абака).

### Двадцать девятый Конгресс (Хельсинки, 2022)
Изначально (2018 год) планировалось провести двадцать девятый Конгресс в Санкт-Петербурге. Это решение сразу же вызвало определённое недовольство и протесты с разных сторон. Уже в сентябре 2018 года несколько математиков создали сайт под названием «Бойкот ICM-2022» (ICM 2022 Boycott), на котором потребовали бойкотировать этот конгресс, поскольку в России жестоко обращаются с ЛГБТ, что, по их мнению, нарушает права человека. 8 ноября 2018 года Ами Радунская, президент Международной ассоциации женщин-математиков, направила письмо в оргкомитет ICM с просьбой пересмотреть выбор Санкт-Петербурга, поскольку Россия является опасным местом для членов ЛГБТ.
29 марта 2019 года членам исполкома Международного математического союза было направлено письмо с просьбой выступить в защиту двух студентов-математиков Азата Мифтахова и Павла Гриба, арестованных в России, как считали авторы письма, по политическим мотивам. Был получен ответ от президента Международного математического союза, профессора Карлоса Кенига, в котором говорилось, что ICM обеспокоен поддержанием академической свободы, но весьма сдержанно относится к своему участию в любой конкретной национальной проблеме, и что он известит Международный совет по науке. Президент этого совета Дайя Редди ответил 29 апреля 2019 года, что он в принципе не поддерживает такой бойкот. Далее на некоторое время протесты стихли.
После вторжения России на Украину Американское математическое общество и другие национальные математические общества отказались от участия в конгрессе на территории России. После этого оргкомитет принял решение провести Генеральную ассамблею XXIX конгресса за пределами России в Хельсинки, а прочие связанные мероприятия провести в онлайн-формате, бесплатно для участия.
Новинкой ICM 2022 стало награждение выдающихся деятелей в области математической физики «медалью Ладыженской». Премия названа в честь российского математика Ольги Ладыженской. Первую такую медаль получила Светлана Житомирская.

### Тридцатый Конгресс (Филадельфия, 2026)
Тридцатый Конгресс планируется провести в июле 2026 года в городе Филадельфия, в США. 

## Структура современных конгрессов
Если на II конгрессе были образованы 4 основные и 2 вспомогательные секции, то сейчас число секций значительно больше. В. М. Тихомиров даёт примерный список секций современного Конгресса:
- математическая логика и основания математики
- алгебра
- теория чисел
- геометрия
- топология
- алгебраическая геометрия
- комплексный анализ
- группы Ли и теория представлений
- вещественный и функциональный анализ
- теория вероятностей и математическая статистика
- дифференциальные уравнения с частными производными
- обыкновенные дифференциальные уравнения
- математическая физика
- численные методы и теория вычислений
- дискретная математика и комбинаторика
- математические аспекты информатики
- приложения математики к нефизическим наукам
- история математики
- преподавание математики